# 歌まね振りまねスターに挑戦!!
『歌まね振りまね スターに挑戦!!』（うたまねふりまね スターにちょうせん）は、1981年10月から1985年9月まで日本テレビで放送されていた歌謡バラエティ番組である。放送時間は毎週金曜 19:00 - 19:30 （日本標準時）。通称スタ挑。
本項では、1973年4月から1985年9月まで同局で放送されていた『（シャボン玉）歌まね合戦 スターに挑戦!!』（シャボンだまうたまねがっせん - ）と『歌まね振りまね 新・スターに挑戦!!』（ - しん・スターにちょうせん）、および1985年10月から1986年3月まで同局で放送されていた『全日本歌まね選手権』（ぜんにほんうたまねせんしゅけん）についても述べる。

## 番組内容など
司会は横山やすし・西川きよしで、アシスタント・ガール（きよしが言う「カワイコちゃん」）が、まず、一般の観客審査員を選び、選ばれた観客審査員と、プロフェッショナル審査員（徳久広司、中山大三郎、堺すすむ、山口あかり、横森良造など）5人の合計得点を、「スター」と「挑戦者」審査員は、スターと挑戦者どちらか勝っていると思う方に、持ち点の全てを与える方式。
勝利者にはやすきよが手で大量の紙吹雪を降らせていたが、末期は行わなくなった。勝利者賞にはトロフィー、賞金3万円（初期では、19対0で完封勝ちした時には、さらに16万円上乗せして計19万円となった）、副賞には18金ダイヤモンド・ペンダント（のちに日光彫こけしとペア腕時計になる）、残念賞にはカップ、賞金1万円（後にはトロフィー・カップに代わって日光彫こけしになる）、さらに出場者全員には参加賞として、スポンサーからの賞品（後述）が贈られた。また芸能人のみ5回勝つと「ゴールデン歌まね賞」としてローランド製作電子ピアノ「ピアノプラス」を獲得、さらに後期には、勝利者賞に堺すすむが独断と偏見で海外旅行（タイ・パタヤビーチ）の賞品を決めるという制度もあった（該当者がいないときは「今週はなーい!」と叫んでいた）。また、宿泊券がもらえる特別賞もあった。
また、勝利者の中から「今週のチャンピオン」を1人決定して（この時は、ヘンデル作曲「見よ、勇者は帰る」のアレンジ版ファンファーレが演奏される）、グランドチャンピオン大会にも進出できた。勝利者には賞金5万円、残念賞は賞金2万円だった。一方敗者の中から一人だけ、週替わりの「熱演賞」がもらえた。この熱演賞を決めるのは後述。
1985年10月に『全日本歌まね選手権』へタイトルを変更したものの、きよしが参議院議員選挙に出馬することになっていたことなどから、1986年3月に『歌まね合戦スターに挑戦!!』から続いた『スターに挑戦!!』シリーズは13年間の歴史に幕を下ろした。
曲紹介と提供のナレーションは、番組開始から終了まで一貫して福留功男（当時日本テレビアナウンサー）が務めた。また演奏は「高橋達也と東京ユニオン」が担当した。
番組のエンディングでの締めの挨拶は、やすしが担当していた。
制作協力が第一プロダクションだったために第一プロダクション所属の歌手、タレントが多く出演していた。

## 勝負内容&熱演賞決め
大別して、3つの内容があった。また、それによって熱演賞を決める役の条件も異なっていた。
通常
3回行い、出場者3人が別々の曲を4人のゲストの中から選んで競う。曲が選ばれなかったゲストは熱演賞を決める役に回った。
『（シャボン玉）歌まね合戦』時代には、まず挑戦者が持ってきた「挑戦状」を自ら読み、その後きよしの「あなたが挑戦するスターは！」のコールとともに、セット右上部の「歌手ランプ」が点灯して対戦歌手を決める演出があった。
○○特集
通常と同じく3回行ったが、挑戦する歌はゲストのうちの1人（美空ひばりのような大物歌手が多かった）の持ち歌。持ち歌が選ばれたゲストは、熱演賞を決める役も兼ねていた。
課題曲の紹介は、通常と3本勝負ではレコード音声を使っていたが、この時だけはゲストの中の1人が生で歌って紹介した。
3本勝負
ゲスト4人の中の1人が、3人の一般参加者を相手に戦う。残ったゲスト3名が熱演賞決め。
年に1 - 2回行われる「お笑い大会」においては、3組のコメディアン（落語家、ものまねタレント、漫才師など。漫才師は片方が挑戦）と3組のゲスト歌手が登場し、コメディアンが通常と同じルールで対戦。熱演賞決めは3組のゲスト歌手が担当した。

## 審査方法（ルール）
前期には、一般の観客審査員が9名で各自持ち点1点の計9点、プロフェッショナル審査員5人が各自持ち点2点で計10点の合計19点。
後期には、一般の観客審査員が25名で各自持ち点2点の計50点、プロフェッショナル審査員5人が各自持ち点10点で計50点の合計100点。なお、50-50の引き分けになった場合は、最初のケース（この制度での初回の最初の対戦で発生）ではジャンケン、後に一般の観客審査員の点数の多かった方が勝ちとなった。
- ステージ正面のオーケストラのバックに電光掲示板の得点表示板が設置されており、得点の上にはステージに向かって左側に「挑戦者」右側に「スター」の看板が掲示されていた。

- やすきよが「（一般）また（プロの先生）の方、1・2・3! （ワン・ツ[要検証 – ノート]・スリー！）」とコールした。BGMは一般審査員時はドラムロールだが、プロの先生の採点時では半音音階風のBGMだった。
- また、一般審査員は黄色のサンバイザーを頭にはめていた。

## 参加賞
1973年9月までの参加賞については不明。
番組が牛乳石鹸の一社提供番組になった同年10月からは「牛乳石鹸製品詰め合わせ」が参加賞になり、同社を筆頭とする複数社提供へ移行した1975年10月以降もこの商品が贈られていた。これは最終回まで続けられ、牛乳石鹸以外のスポンサーから参加賞が出ることはなかった。
セット内容は、石鹸は一貫して不変（「赤箱」「青箱」「白箱」「スキンライフ」「ニュータイプ」など）だったが、ヘアケア製品は時期によって異なり、当初は「牛乳ブランド」製品がメインだったが、1977年に「シャワラン」ブランド製品が発売されると、徐々に「シャワラン」製品が増え、末期には全て「シャワラン」製品となった。なお、シェービング製品「牛乳ブランドシェービングフォーム」と「牛乳ブランドシェービングクリーム」は含まれていなかった。
この「牛乳石鹸製品詰め合わせ」は、1975年9月まで提供していた同局放送番組『全日本歌謡選手権』（読売テレビ製作）でも参加者に贈られていた。

## テーマ曲

### オープニングテーマ
『歌まね合戦 スターに挑戦!!』時代には、童謡「桃太郎」の替え歌をオープニングテーマにしていた。

### 歴代エンディング・テーマ
一貫して若手の女性演歌歌手が歌唱を担当。
- スタ挑小唄（作詞：よしのみゆき、作曲：鈴木邦彦、編曲：永作幸男、歌：松本結香（まつもと ゆか））
- 少女演歌節（作詞・作曲：よしのみゆき、編曲：永作幸男、歌：松本結香）
- 初恋（作詞：川口文、作曲：やまだ寿夫、編曲：斉藤恒夫、歌：松本結香）
- モダンおじいちゃんと孫娘（作詞：いではく、作曲：おおやまたかし、編曲：斉藤恒夫、歌：松本結香）
- お月さん小唄（作詞・作曲：中山大三郎、編曲：池多孝春、歌：坂口純子（さかぐち じゅんこ））
- かわいそう小唄（作詞：中山大三郎、作曲：滝ナツコ、編曲：伊藤雪彦、歌：坂口純子） - 視聴者から公募した替え歌が披露されていた。なお、1989年に「らばーず」が歌った「かわいそう小唄」は作詞者・作曲者共に異なり、同名異曲である[5]。
- カツ丼・天丼・親子丼（歌：石山秀子（いしやま ひでこ））
- プロ野球小唄（作詞：相川光正、作曲：三条ひろし、編曲：湯野カオル、歌：石山秀子） - シングル盤（VAP 10121-07）には「巨人編」と「西武編」を収録。ジャケットには「阪神編」「広島編」「ヤクルト編」「中日編」「大洋編」の歌詞も記載。
- 新プロ野球小唄（歌：鈴木ゆかり（すずき ゆかり））
- 募集の唄（歌：岡花江（おか はなえ））

## スタッフ
- 技術：村上孝一
- 音声：友光秀男
- 照明：磯部恵一
- 美術：石川啓一郎
- ディレクター：森下泰男
- 演出：原薫太郎
- プロデューサー：木村尚武
- 制作協力:第一プロダクション

## 放送局
系列はネット終了時のもの。
| 放送対象地域           | 放送局                                    | 系列                                         | 備考 |
| ---------------------- | ----------------------------------------- | -------------------------------------------- | --- |
| 関東広域圏             | 日本テレビ                                | 日本テレビ系列                               | 製作局 |
| 北海道                 | 札幌テレビ                                | 日本テレビ系列                               | |
| 青森県                 | 青森放送                                  | 日本テレビ系列 テレビ朝日系列                | 1975年3月までは日本テレビ系単独加盟局 |
| 岩手県                 | テレビ岩手                                | 日本テレビ系列                               | 1980年3月まではテレビ朝日系列とのクロスネット局 |
| 宮城県                 | ミヤギテレビ                              | 日本テレビ系列                               | 1975年9月まではNETテレビ系列とのクロスネット局 |
| 秋田県                 | 秋田放送                                  | 日本テレビ系列                               | |
| 山形県                 | 山形放送                                  | 日本テレビ系列 テレビ朝日系列                | 1984年3月まで放送 1980年3月までは日本テレビ系単独加盟局 |
| 山形県                 | 山形テレビ                                | フジテレビ系列                               | 1984年4月から放送 山形放送がテレビ朝日系列（朝日放送制作）の『三枝の国盗りゲーム』（遅れネット）への変更に伴う移行 なお、同局は1993年4月からテレビ朝日系列に移行した。 |
| 福島県                 | 福島中央テレビ                            | 日本テレビ系列                               | 1973年4月から同時ネットで放送するが1974年3月に終了 1981年10月に新番組扱いで放送再開                                                                                    |
| 山梨県                 | 山梨放送                                  | 日本テレビ系列                               | |
| 新潟県                 | テレビ新潟                                | 日本テレビ系列                               | サービス放送開始後の1981年3月27日から放送。 |
| 長野県                 | 長野放送                                  | フジテレビ系列                               | 1980年9月まで放送 |
| 長野県                 | テレビ信州                                | 日本テレビ系列 テレビ朝日系列                | 1982年4月から放送 |
| 静岡県                 | 静岡放送                                  | TBS系列                                      | |
| 静岡県                 | 静岡けんみんテレビ （現・静岡朝日テレビ） | 日本テレビ系列 テレビ朝日系列                | 1979年6月まで放送 |
| 静岡県                 | 静岡第一テレビ                            | 日本テレビ系列                               | 1979年7月の開局時から放送 同年9月までは編成上の都合上から本来の枠で『全日本プロレス中継』を放送したため、遅れネットを行っていた                                        |
| 富山県                 | 北日本放送                                | 日本テレビ系列                               | |
| 石川県                 | 北陸放送                                  | TBS系列                                      | |
| 石川県                 | 石川テレビ                                | フジテレビ系列                               | 1984年4月21日に土曜 18:00 - 18:30の枠にてネット開始。 同年9月1日に土曜 18:30 - 19:00の枠に移動するものの、 1985年4月6日を以て打ち切り（後番組は『さんまのまんま』）。  |
| 福井県                 | 福井放送                                  | 日本テレビ系列                               | |
| 中京広域圏             | 中京テレビ                                | 日本テレビ系列                               | 番組放送開始時から放送 1977年3月までは日曜18:00枠で遅れネット |
| 近畿広域圏             | 読売テレビ                                | 日本テレビ系列                               | |
| 鳥取県・島根県         | 日本海テレビ                              | 日本テレビ系列 テレビ朝日系列                | |
| 広島県                 | 広島テレビ                                | 日本テレビ系列                               | 1975年9月まではフジテレビ系列とのクロスネット局 クロスネット時代には遅れネット                                                                                         |
| 広島県                 | 広島ホームテレビ                          | NETテレビ系列                                | 広島テレビのクロスネット時代に放映権移譲 1974年ごろに木曜21:30 - 22:00枠で放送                                                                                         |
| 山口県                 | 山口放送                                  | 日本テレビ系列 テレビ朝日系列                | 1978年9月までは日本テレビ系単独加盟局 |
| 徳島県                 | 四国放送                                  | 日本テレビ系列                               | |
| 香川県 →香川県・岡山県 | 西日本放送                                | 日本テレビ系列                               | 当初の放送対象地域は香川県のみ 電波相互乗り入れにより、1983年4月からは岡山県でも放送                                                                                   |
| 愛媛県                 | 南海放送                                  | 日本テレビ系列                               | |
| 高知県                 | 高知放送                                  | 日本テレビ系列                               | |
| 福岡県                 | 福岡放送                                  | 日本テレビ系列                               | |
| 長崎県                 | 長崎放送                                  | TBS系列                                      | |
| 長崎県                 | テレビ長崎                                | 日本テレビ系列 フジテレビ系列                | |
| 熊本県                 | テレビ熊本                                | 日本テレビ系列 フジテレビ系列 テレビ朝日系列 | 1982年3月まで放送 |
| 熊本県                 | くまもと県民テレビ                        | 日本テレビ系列                               | 1982年4月の開局時から放送 |
| 大分県                 | テレビ大分                                | 日本テレビ系列 フジテレビ系列 テレビ朝日系列 | |
| 宮崎県                 | 宮崎放送                                  | TBS系列                                      | |
| 宮崎県                 | テレビ宮崎                                | 日本テレビ系列 フジテレビ系列 テレビ朝日系列 | 1985年5月時点では月曜19:00から放送していた |
| 鹿児島県               | 南日本放送                                | TBS系列                                      | |
| 鹿児島県               | 鹿児島テレビ                              | 日本テレビ系列 フジテレビ系列                | 1982年9月まではテレビ朝日系列とのトリプルネット局 |
| 沖縄県                 | 沖縄テレビ                                | フジテレビ系列                               | |

## エピソード
- 得点表示の電光掲示板は日本テレビの番組で使用される数字フォント（9×6ドット）であったが、オープニングとエンディングで得点板がアーガイル柄の流れる電飾になる為、"7"の数字だけが日本テレビ型でないフォント（フジテレビの番組で使用されるもの）であった。
- 1978年発刊の社史『牛乳石鹸共進社70年の歩み』の「主な提供番組」に、ピンク・レディーや高田みづえをはじめとする出演者たちがプラカードを掲げて入場する『（シャボン玉）歌まね合戦 スターに挑戦!!』時代のオープニングの写真[12]が掲載されていたが、番組名称は「シャボン玉歌まね合戦スターに挑戦!!」となっていた。ピンク・レディーは1976年、高田みづえは1977年にそれぞれデビューしており、既にその時期の番組は牛乳石鹸を筆頭とする複数社提供となっていて、「シャボン玉」の冠は外されていた。
- 『歌まね振りまね』時代には、素人時代の松居直美も参加したことがある。
- 『歌まね振りまね』時代から始まった海外旅行プレゼントは、勝者から選ばれるのが定例だが、1回だけ敗者から選ばれた事があった。
- 海外旅行該当者が無い時に「今週はなーい!」と言うのは堺審査員のみで、堺不在の時に他の審査員が担当する時は言わなかったが、堺が不在の回では[いつ?]別の審査員が「今週はなーい!」と叫んでやすきよを驚かせた。
- また数回、やすきよが「スター」側で出演した回もあり、それらの回ではやすきよそれぞれの息子である木村一八と西川弘志が司会の代役を務めた。岸浩太郎が歌のゲストで出演した回も2人が代役を務めており、特に弘志は2年後、同じく日本テレビで放送されたドラマ『白虎隊』でも岸と共演している。
- 上記の通り、『歌まね合戦』時代には一時期牛乳石鹸の一社提供だったことから『シャボン玉歌まね合戦』となったが、同局放送の『シャボン玉ホリデー』以来牛乳石鹸一社提供番組の恒例となっていた「乳牛の鳴き声」は、継続中の『シャボン玉プレゼント』（朝日放送制作・テレビ朝日系列）を除いてこの時より廃止した。なお、この番組では、冒頭の口上の前に、ステージ中央上部にある牛乳石鹸の「乳牛マーク」をアップで映して放送した。